# Hemihoplis propitius
Hemihoplis propitius är en stekelart som först beskrevs av Cresson 1872.  Hemihoplis propitius ingår i släktet Hemihoplis och familjen brokparasitsteklar. Inga underarter finns listade i Catalogue of Life.